# Pauline Rénevier
Pauline Rénevier (* 15. Oktober 1998 in Rio de Janeiro) ist eine deutsche Schauspielerin.

## Leben
Pauline Rénevier wuchs in Hamburg auf. Durch einen Theaterkurs an ihrer Schule kam sie zur Schauspielerei. Sie studierte von 2018 bis 2022 Schauspiel an der Hochschule für Musik und Theater Hamburg. 2017 und 2018 nahm sie insgesamt vier Tage an Schauspielseminaren bei dem US-amerikanischen Schauspiellehrer Ron Burrus am „Actors Conservatory“ teil sowie war 2018 auch Teil der Jugendperformance-Gruppe „Reset“ des Thalia Treffpunkt.
In dem Kurzfilm The Little Match Seller hatte sie 2009 ihre erste Filmrolle. 2011 spielte sie als „Åsa Berggren“ ihre erste Hauptrolle in dem deutsch-schwedischen TV-Zweiteiler Nils Holgerssons wunderbare Reise.
Von 2015 bis 2016 spielte sie in 14 Folgen der Fernsehserie Sibel & Max mit. 2017 war Rénevier in der ZDF-Filmreihe Märchenperlen in dem Film Der Zauberlehrling zu sehen. 2019 war sie im Musikvideo 747 von Mark Forster unter der Regie von Kim Frank zu sehen. Seit 2021 spielt sie in der RTL-Fernsehserie Sisi die Rolle der Herzogin Helene in Bayern.
2021 war sie auch im ARD-Zweiteiler Das Weiße Haus am Rhein zu sehen.
Seit der Spielzeit 2022/23 ist sie festes Ensemblemitglied am Thalia Theater in Hamburg.

## Filmografie
- 2009: The Little Match-Seller (Kurzfilm)
- 2011: Nils Holgerssons wunderbare Reise (Fernsehfilm)
- 2015: SOKO Köln (Fernsehserie, Folge Vorurteile)
- 2015–2016: Sibel & Max (Fernsehserie, 14 Folgen)
- 2016: Unter anderen Umständen: Das Versprechen (Fernsehreihe)
- 2017: Großstadtrevier (Fernsehserie, Folge Auf eigene Faust)
- 2017: In aller Freundschaft (Fernsehserie, Folge Wie mit 16)
- 2017: Märchenperlen: Der Zauberlehrling (Fernsehreihe)
- 2017: Polizeiruf 110: In Flammen (Fernsehreihe)
- 2018: A Little Thing (Kurzfilm)
- 2018: Wind(s)stärke (Kurzfilm)
- 2018: Nord bei Nordwest – Waidmannsheil (Fernsehreihe)
- 2018: Katie Fforde: Familie auf Bewährung
- 2018: Familie Dr. Kleist (Fernsehserie, Folge Blutsbande)
- 2019: 747 (Musikvideo von Mark Forster und Kim Frank)
- 2019: SOKO Wismar (Fernsehserie, Folge Zu Tode erschreckt)
- 2020: In aller Freundschaft – Die jungen Ärzte (Fernsehserie, Folge Lektionen)
- 2020: Der Staatsanwalt (Fernsehserie, Folge Spiel, Satz, Tod)
- 2020: Morden im Norden (Fernsehserie, Folge Das Geständnis)
- seit 2021: Sisi (Fernsehserie)
- 2021: Das Weiße Haus am Rhein (Fernsehfilm, Zweiteiler)

## Theater
- 2021: Drei Schwestern (Thalia Theater, Hamburg)
- 2022: Im Menschen muss alles herrlich sein (Thalia Theater, Hamburg)
- 2022: „H“ 100 seconds to midnight (Thalia Theater, Hamburg)
- König Lear (Thalia Theater, Hamburg)
- Schöne Neue Welt (Thalia Theater, Hamburg)